# Nós (España)
Nós (llamada oficialmente San Pedro de Nós) es una parroquia española del municipio de Oleiros, en la provincia de La Coruña, Galicia.

## Entidades de población
Entidades de población que forman parte de la parroquia:
- A Barcala
- A Gándara
- A Veiga
- Coroto[4] (O Coroto)
- Fortaleza[5] (A Fortaleza)
- Mesón da Auga (O Mesón da Auga)
- O Batán
- O Carballo, formado por la unión de las dos aldeas de:
  - O Carballo
  - O Pinar
- O Valiño
- San Marcos
- Sarro
- Seara[6] (A Seara)
- Seixal[7] (O Seixal)
- Vilanova
- Vilar (O Vilar)

## Demografía
| Gráfica de evolución demográfica de Nós entre 2000 y 2018 |
|                                                           |
| Datos según el nomenclátor publicado por el INE.          |